# Heinrich Krippel

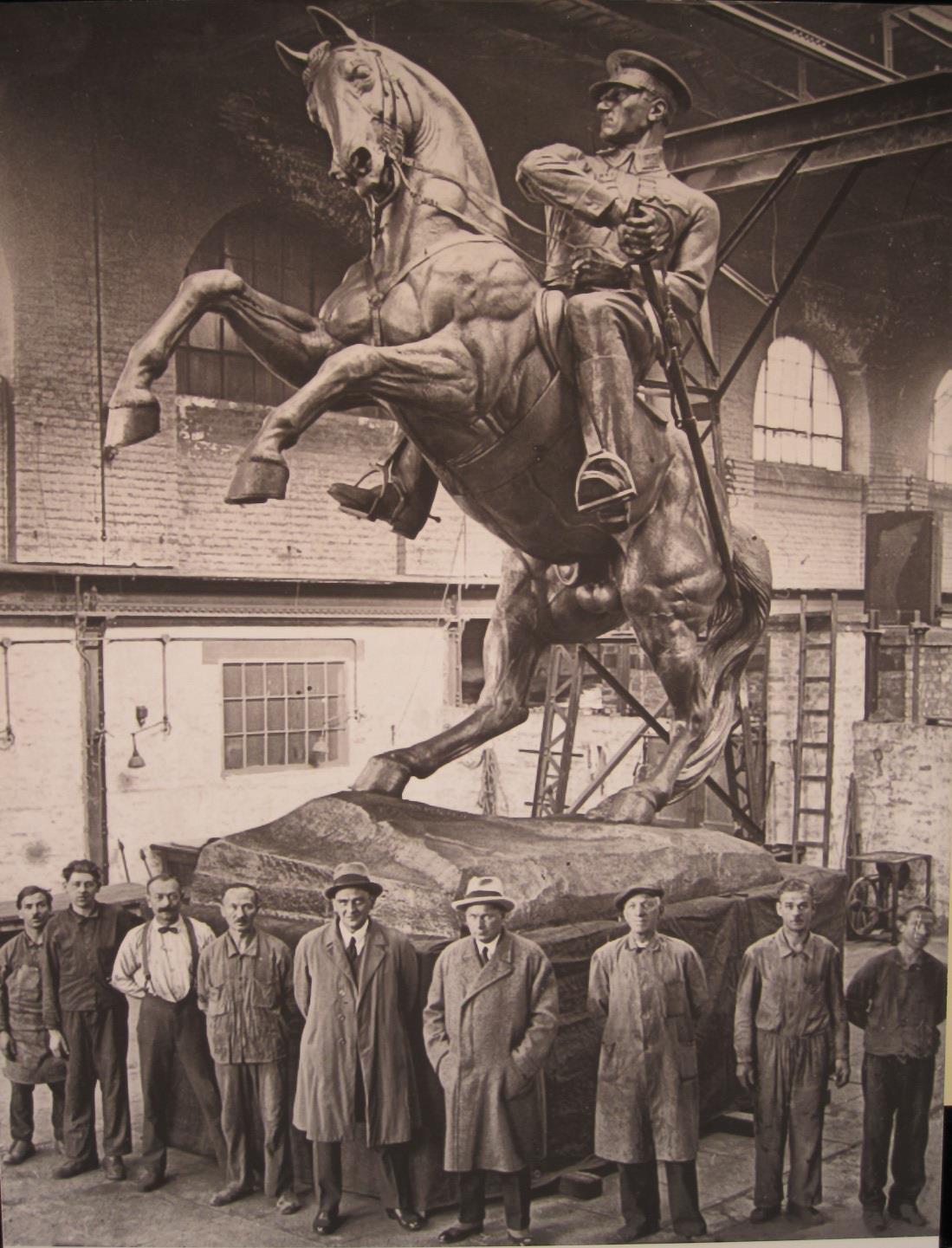
L'estàtua d'honor, a la foneria on fou feta, 1931.

Heinrich Krippel   (Viena, 27 de setembre de 1883 - Viena, 5 d'abril de 1945) fou un escultor, pintor, calcògraf i dibuixant austríac. Es va formar a l'Acadèmia de Belles Arts de Viena entre el 1904 i el 1909. És l'autor de les estàtues monumentals de Mustafà Kemal Atatürk que hi ha repartides per tot Turquia.

## Obres més destacades
- Monument a Atatürk, Punta del Serrallo, Istanbul (1926)
- Monument a Atatürk, Konya (1926)
- Monument a la Victòria, Ankara (1927)
- Estàtua d'Honor, Samsun (1932)
- Monument al Gran Triomf, Afyonkarahisar (1936)
- Estàtua sedent d'Atatürk, Ankara (1938)